# Asche zu Asche
Asche zu Asche is een single van de Duitse band Rammstein. Het nummer is afkomstig van hun eerste album Herzeleid.

## Live
Asche zu Asche is het enige nummer van Rammstein dat tot nu toe op elke tour is gespeeld. Tijdens een optreden worden aan het eind van het nummer de microfoonstandaards in brand gestoken en bedekt rook het podium. Oorspronkelijk stond het niet op de Reise Reise tour setlist, Maar het verving later Rein Raus. Ook staat het niet op de setlist van de Liebe ist für alle da tour, Maar werd op sommige optreden gespeeld in plaats van Ich tu dir weh die van de Bundesprüfstelle für jugendgefährdende Medien niet (mits ongecensureerd) gespeeld mag worden.

## Tracklist
- Asche zu Asche (Studio Versie)
- Spiel mit mir (Live)
- Laichzeit (Live)
- Wollt ihr das Bett in Flammen sehen? (Live)
- Engel (Live)
- Asche zu Asche (Live)